# Phippsburg (Colorado)
Phippsburg es un lugar designado por el censo ubicado en el condado de Routt en el estado estadounidense de Colorado. En el Censo de 2010 tenía una población de 204 habitantes y una densidad poblacional de 66,41 personas por km².

## Geografía
Phippsburg se encuentra ubicado en las coordenadas 40°13′49″N 106°57′3″O / 40.23028, -106.95083. Según la Oficina del Censo de los Estados Unidos, Phippsburg tiene una superficie total de 3.07 km², de la cual 3.07 km² corresponden a tierra firme y (0%) 0 km² es agua.

## Demografía
Según el censo de 2010, había 204 personas residiendo en Phippsburg. La densidad de población era de 66,41 hab./km². De los 204 habitantes, Phippsburg estaba compuesto por el 95.59% blancos, el 0% eran afroamericanos, el 0% eran amerindios, el 0.98% eran asiáticos, el 0% eran isleños del Pacífico, el 0% eran de otras razas y el 3.43% pertenecían a dos o más razas. Del total de la población el 1.96% eran hispanos o latinos de cualquier raza.